# Paúles del Agua

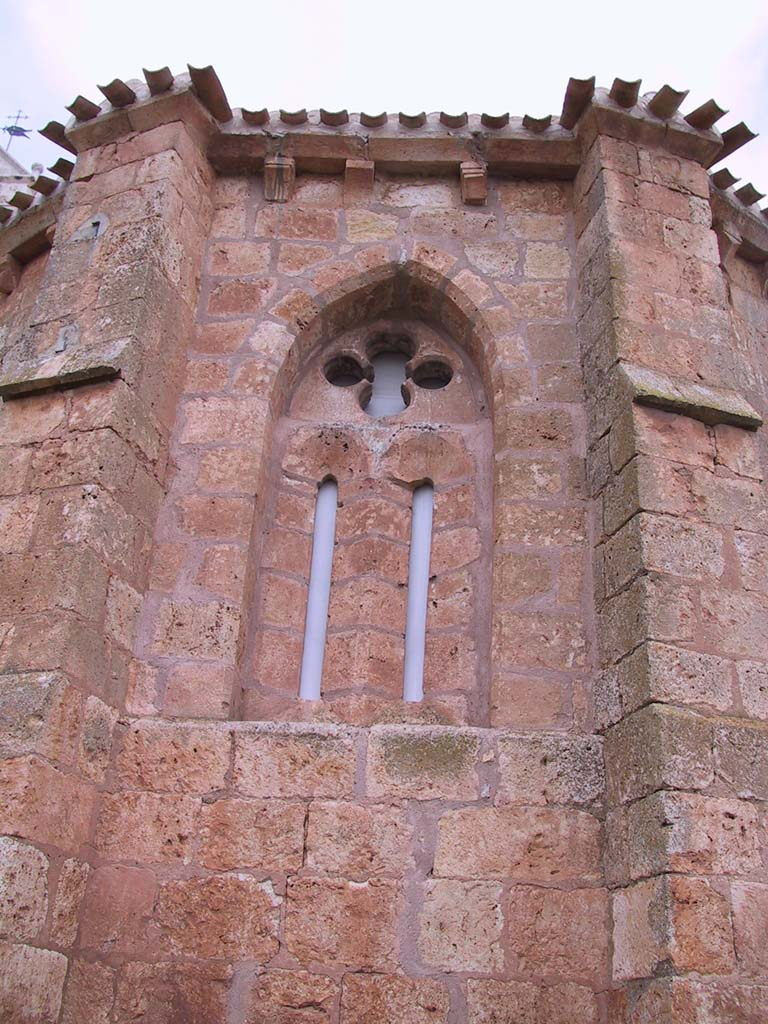
Paúles del Agua (Iglesia)

Paúles del Agua es un antiguo municipio y una entidad local menor perteneciente al municipio de Avellanosa de Muñó, Burgos, en (España). Está situada en la comarca de Arlanza.

## Topónimo
Toma como referente de su topónimo el agua, compartido con
- Tubilla del Agua
- Ruyales del Agua.

## Antiguo municipio
Entre el censo de 1857 y el anterior, este municipio desaparece porque se integra en el municipio 09032 Avellanosa de Muñó, contaba entonces con 17 hogares y 46 vecinos 

## Población
En 2006 había 38 habitantes. En 2012 la población disminuye hasta 14 habitantes, pero en verano se llega a cuadruplicar.

## Situación
Dista 3,8 km de la capital del municipio, Avellanosa. Situada al norte del municipio cerca de Tordómar, donde desagua el arroyo del Berral.
Wikimapia/Coordenadas: 42°0'36"N 3°51'0"W

## Edificios de interés
Iglesia parroquial dedicada a San Mamés.
Casa municipal que alberga varios servicios.
- Datos: Q2916802
- Multimedia: Paúles del Agua / Q2916802